# Paúl Puma
Paúl Fernando Puma Torres (Quito, 1972) es un poeta, dramaturgo y crítico literario ecuatoriano. También se desempeña como docente universitario de literatura, sus libros de poesía se caracterizan por narrar poemas largos.

## Biografía
Paúl Puma nació en la ciudad de Quito en el año de 1972, en el 2014 se graduó de magíster en Literatura en la Universidad Andina Simón Bolívar y en el 2020 se doctoró de Literatura Hispanoamericana en la Universidad de Alicante.
En 1995 cuando escribió su primer poemario Los versos animales experimentó con la exploración del lenguaje, desde entonces ha incursionado en diversos géneros literarios, como: cuentos, novelas, ensayos y teatro.
En 2016 su obra B2 se ambienta en una cabina de internet en la cual por medio de una plataforma virtual busca realizar un chat y cuyo protagonista principal es un afrodescendiente esmeraldeño. Al año siguiente publicó la obra Mickey Mouse a Gogo una obra teatral de ciencia ficción ambientada en un universo apocalíptico, el cual había sido una obra de teatro montada en escena en el año 2001.
En el año 2017 comienza su propia empresa editorial del cual es director, se trata de Pumaeditores, editorial que ya tiene en su catálogo aproximadamente veinte libros publicados y ganadora del Premio Nacional de Periodismo en 2017.
En el año 2018 llegó La célula invisible un poemario escrito a cuatro manos junto a Ernesto Carrión, a lo largo de la obra ninguno de los dos autores revela el párrafo que escribió. Ese mismo año publicó su obra de teatro El tesoro de los Llanganatis, esta obra fue traducida en Inglés.
Entre sus últimas obras se encuentra su laureado poemario Sharapova. Así como el libro de poesía Mandala, el cual fue escrito durante el confinamiento de la pandemia Covid-19 y un texto universitario titulado: Pedagogía en valores dentro y fuera de clase.    
En 2020 publicó su primer libro de filosofía La voz reivindicativa de Gamaliel Churata y José María Memet desde la filosofía andina (2020).    

## Reconocimientos
Entre sus obras más reconocidas destacan el poemario Felipe Guamán Poma de Ayala (ganador en 2002 del Premio Aurelio Espinosa Pólit en la categoría poesía) y la obra teatral de ciencia ficción Mickey Mouse a Gogo (ganadora en 2017 del Premio Joaquín Gallegos Lara). En 2017 obtuvo el segundo lugar en el Premio Pichincha de Poesía por su obra Sharapova, que fue publicada en 2019.
En el 2024 su pieza teatral El tesoro de los Llanganatis fue representada en inglés por el traductor norteamericano Jonathan Simkins en el Festival Out of the wings de Londres creado por la Royal Skakeapre Company, bajo la curaduría de las universidades Oxford y King’s College con el equipo creativo de Omnibus Theatre.

## Obras
Entre sus obras se cuentan las siguientes publicaciones:
Poesía
- Los versos animales (1995)[8]
- Eloy Alfaro Híper Star (2001)
- Felipe Guamán Poma de Ayala (2002)
- Pi (2010)
- Paúl Puma: Antología Personal (2011)
- Mischa (2012)
- B2 (2016)[3]
- La célula invisible (2018) con Ernesto Carrión[12]
- Sharapova (2019)
- Mandala
- Cerati (2023)[13]

Teatro
- El Pato Donald tiene sida o cómo elegir los instrumentos de la desesperación (1996)
- Mickey Mouse a Gogo (2001)
- El príncipe infeliz (2005)
- El tesoro de los Llanganatis (2018)
- Best Friends (2019)

Ensayo
- Breve acercamiento a la ensayística de Miguel Donoso Pareja (2013)
- Literaturas del Ecuador (2017)[14]
- El Teatro del Absurdo en Ecuador (2018)
- Besar la muerte Antología de cuento ecuatoriano sobre el mal
- Alteridad, introspección, autorreconocimiento en las obras Bruna soroche y los tíos y la pasión según G.H. (2024)
- Breve aproximación a la cuentística ecuatoriana actual (2024).

Cuento
- La mancha mongólica (2019)

Novela
- Un leve resplandor llamado Claus (2019)

Publicaciones digitales
- Pedagogía en valores dentro y fuera de clase